# Anne Houllevigne
Anne Henriette Houllevigne es una escultora francesa ganadora del Premio de Roma de escultura en 1965.

## Datos biográficos
Alumna en la Ecole Nationale Supérieure des Beaux-Arts de París.
Ganadora del prestigioso Premio de Roma de escultura en 1965 con la obra Le triumphe de la mort . Permanece pensionada como residente en la Villa Médici de Roma, de 1968 a 1971, siendo Balthus director de la Academia.

## Obras
Entre las mejores y más conocidas obras de Anne HOULLEVIGNE se incluyen las siguientes:
- Le triumphe de la mort - El triunfo de la muerte,[4] escultura bulto redondo en yeso,[5] conservada en la ENSBA.